# Willy Wo-Lap Lam

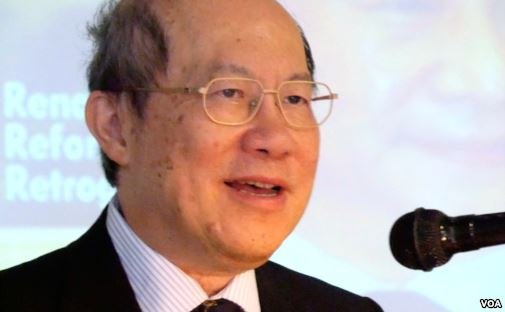
Willy Wo-Lap Lam im Jahre 2015.

Willy Wo-Lap Lam (chinesisch 林和立, Pinyin Lín Hélì, Yale Làhm Wòh-lahp; * 1952) ist ein Hongkonger Journalist, Politologe und Kommentator der Politik der Volksrepublik China. Er ist Mitglied der Jamestown Foundation sowie außerordentlicher Professor am Center for China Studies der Chinesischen Universität Hongkong.
Lam studierte zunächst an der Universität Hongkong und war bereits damals als Redakteur bei Undergrad (學苑) tätig, der Zeitschrift der Hong Kong University Students' Union (香港大學學生會). Nach dem Vordiplom begann er als Journalist bei der chinesischen Ausgabe der South China Morning Post zu arbeiten. Er war deren Korrespondent in Peking bis zum Tian’anmen-Massaker von 1989. Danach ging er an die University of Minnesota, wo er seinen Magister in Philosophie machte. Anschließend kehrte er in die Volksrepublik China zurück und promovierte an der Wuhan-Universität in Wirtschaftswissenschaft. Da er in der Volksrepublik über ein großes Netzwerk an Kontakten verfügte, kehrte er nach der Promotion zur South China Morning Post zurück und war deren China-Redakteur während der Rückgabe Hongkongs an China im Jahre 1997. 1995 wurde Lam als ein „wesentlicher Pekingologe“ bezeichnet. Im Jahre 1999 beschrieb ihn CNN als „der aktuellste Beobachter der Politik Chinas“. Damals kritisierte er Jiang Zemin, weil er in seinen Augen „seine Macht gefestigt“ aber „diese Macht für nichts Wesentliches benutzt“ hätte.
Nachdem Lam im Juni 2000 in einem Kommentar, der mit „Die Gleichschaltung der Milliardäre der Sonderverwaltungszone“ bzw.《統一特區首富思想》betitelt war, die Einladung des Politbüros der Kommunistischen Partei Chinas von 30 Hongkonger Milliardären nach Peking kritisiert hatte, unter denen sich auch Robert Kuok befunden hatte, schrieb letzterer, dessen Familie seit 1997 die South China Morning Post kontrolliert, einen Brief an die Redaktion der Zeitung, dass Lams Kommentar „voll von verdrehten Tatsachen und Spekulationen“ (充滿了歪曲事實的推測) gewesen sei. Nach eigenen Angaben verließ Lam aus diesem Grund zum 1. November 2000 die Zeitung. Robert Keatley, der damalige Chefredakteur der South China Morning Post, schrieb jedoch am 7. November 2000 in einer Antwort auf einen Leserbrief, dass „Willy Wo-Lap Lams Ausscheiden keineswegs etwas mit jenem berühmten Brief von Robert Kuok zu tun hatte“ (郭鵪年寫的那封著名的信並不是林離職的原因).
Lam beschrieb Xi Jinpings Leitung der chinesischen Gesellschaft als „die Schließung des chinesischen Geistes“.

## Werke
- Willy Wo-Lap Lam: The Era of Zhao Ziyang: Power Struggle in China, 1986–88. A.B. Books & Stationery, Hong Kong 1989, ISBN 962-7374-01-6 (englisch).
- Willy Wo-Lap Lam: China After Deng Xiaoping. John Wiley and Sons, New York 1995, ISBN 0-471-13114-8 (englisch, archive.org).
- Willy Wo-Lap Lam: The Era of Jiang Zemin. Prentice Hall, Singapore 1999, ISBN 0-13-083701-6 (englisch).
- Willy Wo-Lap Lam: Chinese Politics in the Hu Jintao Era: New Leaders, New Challenges. M.E. Sharpe, Armonk and London 2006, ISBN 0-7656-1773-0 (englisch).
- Willy Wo-Lap Lam: Chinese Politics in the Era of Xi Jinping: Renaissance, Reform, or Retrogression? Routledge, Abingdon 2015, ISBN 0-7656-4209-3 (englisch).
- Willy Wo-Lap Lam: The Fight for China's Future: Civil Society vs. the Chinese Communist Party. Routledge, Abingdon 2019, ISBN 0-367-18866-X (englisch).